# Golden Dream
Pour les articles homonymes, voir Golden Dreams.
Le Golden Dream est un cocktail alcoolisé qui appartient aux cocktails de dessert et est généralement consommée comme digestif après un repas. Il se compose de Galliano, de curaçao sec (liqueur d'orange), de jus d'orange et de crème.

## Histoire
Le Golden Dream est l'un des très rares cocktails internationalement connus dont l'origine est indiscutable et prouvable, puisqu'il a été la boisson gagnante d'un concours de cocktails. Le barman Le Roy S. Sharon (ou Charon) de Los Angeles remporta en 1959, le concours U.S.A. (West Coast) Cocktail Competition. Lors de la compétition, sponsorisée par la United Kingdom Bartender's Guild (UKBG), il battut 62 autres barmen avec son « Golden Dream », préparé avec 1 oz de Galliano et 1,2 oz de Cointreau (liqueur d'orange triple sec), du jus d'orange, de la crème et de la glace pilée, et gagna 1 000 dollars et un voyage à Londres. Le Golden Dream est également mentionné dans un article de journal de 1962 lorsque Charon [sic!], barman à Marineland, en Californie, remporta à nouveau un premier prix, cette fois dans une compétition de la California Bartender's Guild, ce qui le qualifia pour le championnat mondial de cocktails de l'International Bartenders Association, qui se tient à Hambourg, en Allemagne, en 1962. En 1960, l'UKBG publie la recette du Golden Dream dans sa publication The U.K.B.G. Guide to Drinks, dans le chapitre Prize-Winning Cocktails, mais avec une quantité réduite de Galliano par rapport à ce qui était mentionné dans le journal, désormais en proportions égales de tous les ingrédients : 25% de Galliano, 25% de Cointreau, 25% de jus d'orange et 25 % de crème.
Ce cocktail a une certaine ressemblance avec le Golden Cadillac, qui a également vu le jour dans les années 1950 et dont la recette de base était composée de Galliano, de liqueur de cacao blanc (claire) et de crème, mais qui est désormais fréquemment complété par du jus d'orange. Ces deux cocktails étaient populaires dans les années 1960, lorsque la liqueur italienne Galliano s'est répandue aux États-Unis. Bien tôt, le Golden Dream se retrouvera également dans les livres de recettes en langue allemande. Le Lexikon der Bar d'Erich Bolsmann, publié pour la première fois en 1974, et le Handlexikon der Getränke de Rudolf Trauner Verlag font tous deux référence à Leroy Sharon et au concours de 1959 et indiquent des proportions égales pour les quatre ingrédients, qui sont toujours secoués dans un shaker et filtrés dans un verre à cocktail sans glace, ; la même recette apparaît également dans Schmoeckel (1991) et Roth/Bernasconi (2002), bien que le nom du barman y diffère des sources précitées un « Le Roy Chanon » et « Roy Chanon » sont décrits.
L'International Bartenders Association (IBA) a répertorié le Golden Dream comme un digestif dans sa liste des cocktails officiels jusqu'en 2011 ; depuis 2011, il figure dans la catégorie des classiques contemporains.

## Préparation
La recette de l'IBA consiste en 2 cl de Galliano, de liqueur d'orange triple sec et de jus d'orange, et 1 cl de crème. Tous les ingrédients sont secoués dans un shaker rempli de glace puis filtrés dans un verre à Martini pré-refroidi. Dans les variantes, les proportions du mélange sont souvent modifiées, par exemple 1 cl de Galliano, 2 cl de curaçao triple sec, 4 cl de jus d'orange et 3 cl de crème. Au lieu de la crème, une quantité appropriée de glace à la vanille peut également être utilisée.
Toutefois, le nom Galliano figurant dans les ingrédients est ambigu, car plusieurs liqueurs très différentes sont aujourd'hui commercialisées sous cette marque. Bien que le Galliano jaune soit toujours utilisé pour le Rêve d'or, sa recette a également été modifiée plusieurs fois au cours des décennies et adaptée aux marchés respectifs. Depuis 2010, le Galliano jaune est commercialisé au niveau international dans les variantes Vanille et L'Autentico, dont le goût est très différent. La version L'Autentico, que l'on dit plus proche de la recette originale, est une liqueur à base de plantes avec une note anisée distincte, mais pendant longtemps, elle n'a été vendue que dans son pays d'origine, l'Italie. Sur d'autres marchés, dont l'Allemagne, seule une liqueur de vanille beaucoup plus douce a été proposée sous le nom de Galliano Smooth Vanilla jusqu'en 2008. Le goût du Galliano, que Leroy Sharon (Charon) a attribué en 1959, n'est pas documenté.